# Hôtel Lafont
El hôtel Lafont (también conocido como hôtel de Breteuil, hôtel Dangeau, hôtel de Missan o hôtel de Sainson) es un hôtel particulier ubicada en la Place des Vosges en el 4 distrito de  París, Francia. Está en el lado este de la plaza, entre los hoteles de Châtillon y de Ribault.
Data de principios del siglo XVII y fue clasificado como monumento histórico en 1954.